# Hyundai i20
O i20 é um modelo compacto da Hyundai, o qual foi apresentado ao público na edição de 2008 do Paris Motor Show.

## Galeria
- Primeira geração (2008-2014)
- Segunda geração (2014-2020)
- Terceira geração (2020-)
- i20 Coupe WRC